# Kennalestes
Kennalestes è un mammifero estinto appartenente all'ordine degli Asioryctitheria vissuto in Mongolia nel periodo Campaniano (corrispondente al Cretaceo superiore di 83,5-70,6 milioni di anni fa).
Di questo animale, rinvenuto nel sito di Bayan Zag nel Deserto del Gobi, sono noti svariati crani di cui uno giovanile ed ossa postcraniali. Gli esemplari adulti di crani raggiungono una lunghezza di 2,5 centimetri e la formula dentaria superiore presenta quattro incisivi, un canino, quattro premolari e tre molari (3,1,4,3 quella inferiore). L'esemplare giovane ha goduto di un quinto premolare in più (condizione basale degli Eutheria più antichi come Eomaia scansoria).
Recentemente una possibile seconda specie è emersa dal sito di Bayan Mandahu in Cina: si stima che abbia un'età simile alla specie K. gobiens, ma non è stata ancora fornita una descrizione.